# Cratera de Gerlache

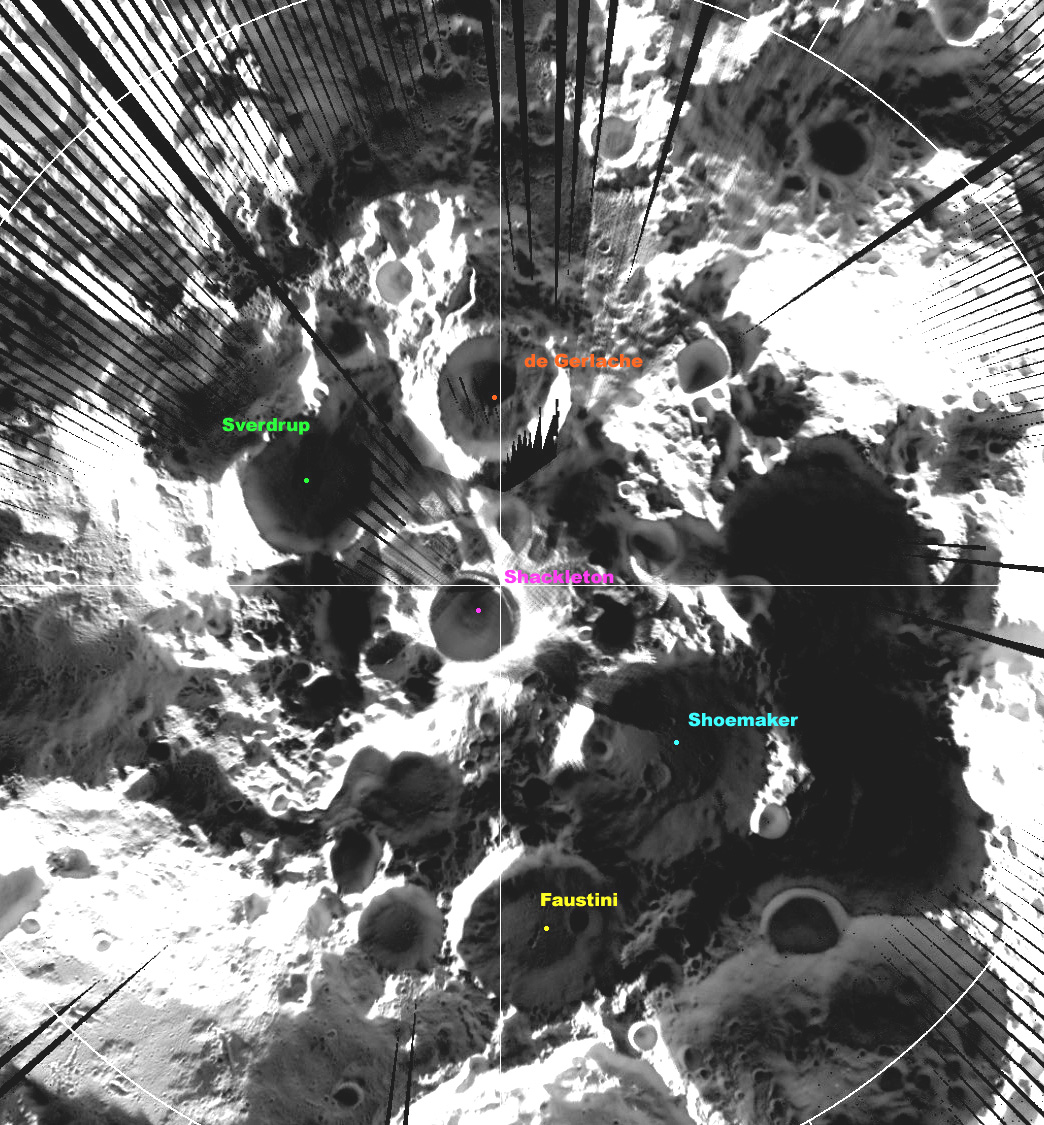
Cratera de Gerlache fotografada pela LRO.

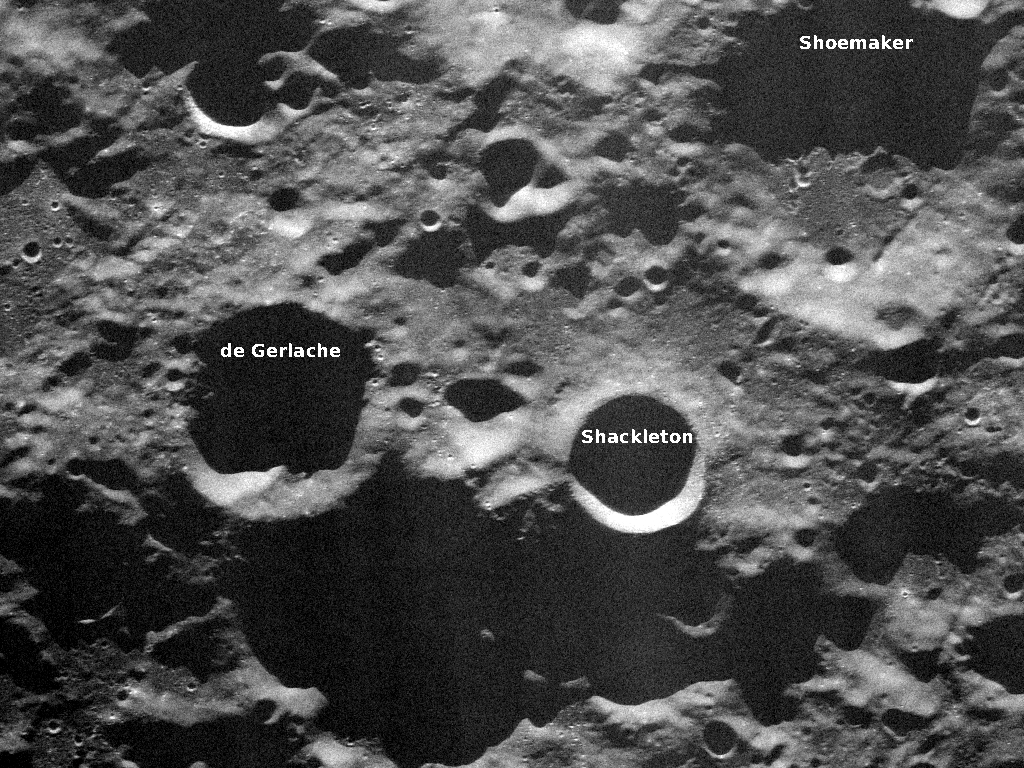
Cratera de Gerlache fotografada por radar terrestre.

A Cratera de Gerlache é uma cratera de impacto lunar que está localizada no sul da Lua, dentro do diâmetro da cratera de Shackleton, no pólo sul. Essa cratera pode ser vista da Terra e permanece em escuridão perpétua. Assim, pouco ou nenhum detalhe pode ser visto desta cratera, além da sua borda. No entanto, a cratera é claramente visível em imagens de radar baseadas na Terra.  A cratera tem formato circular, com ligeiro desgaste. Nenhuma outra cratera se sobrepõe a essa, embora algumas formações possam estar fixadas nas bordas sul e oeste.
A cratera foi encontrada pelos astrônomos Jean-Luc Margot e Donald B. Campbell que fizeram uma proposição conjunta do nome à União Astronómica Internacional. A cratera foi batizada em homenagem ao explorador belga Adrien de Gerlache, foi adotado pela IAU em 2000.  Em abril de 2023, uma cratera menor no fundo da de Gerlache foi encontrada e nomeada Brill pela IAU. 

## Links externos
- «Diviner lunar south pole image». UCLA. Agosto de 2009. Consultado em 3 de março de 2010. Arquivado do original em 2 de agosto de 2010